# Куадрилья-де-Сальватьерра
Куадрилья-де-Сальватьерра (исп. Cuadrilla de Salvatierra, баск. Arabako Lautadako kuadrilla)  — район (комарка) в Испании, входит в провинцию Алава в составе автономного сообщества Страна Басков.

## Муниципалитеты
1. Алегриа-де-Алава
2. Аспаррена
3. Баррундиа
4. Эльбурго
5. Ирурайс-Гауна
6. Сальватьерра
7. Сан-Мильян
8. Сальдуэндо-де-Алава